# Desognaphosa bartle
Desognaphosa bartle là một loài nhện trong họ Trochanteriidae. Loài này phân bố ở Queensland.